# Bryn Mawr College
Bryn Mawr College és una universitat privada d'arts lliberals per a dones a Bryn Mawr (Pensilvània). És una de les integrants del grup d'universitats conegudes com Seven Sisters . Avui dia hi accedeixen uns 1300 estudiants de grau i 450 estudiants de postgrau.

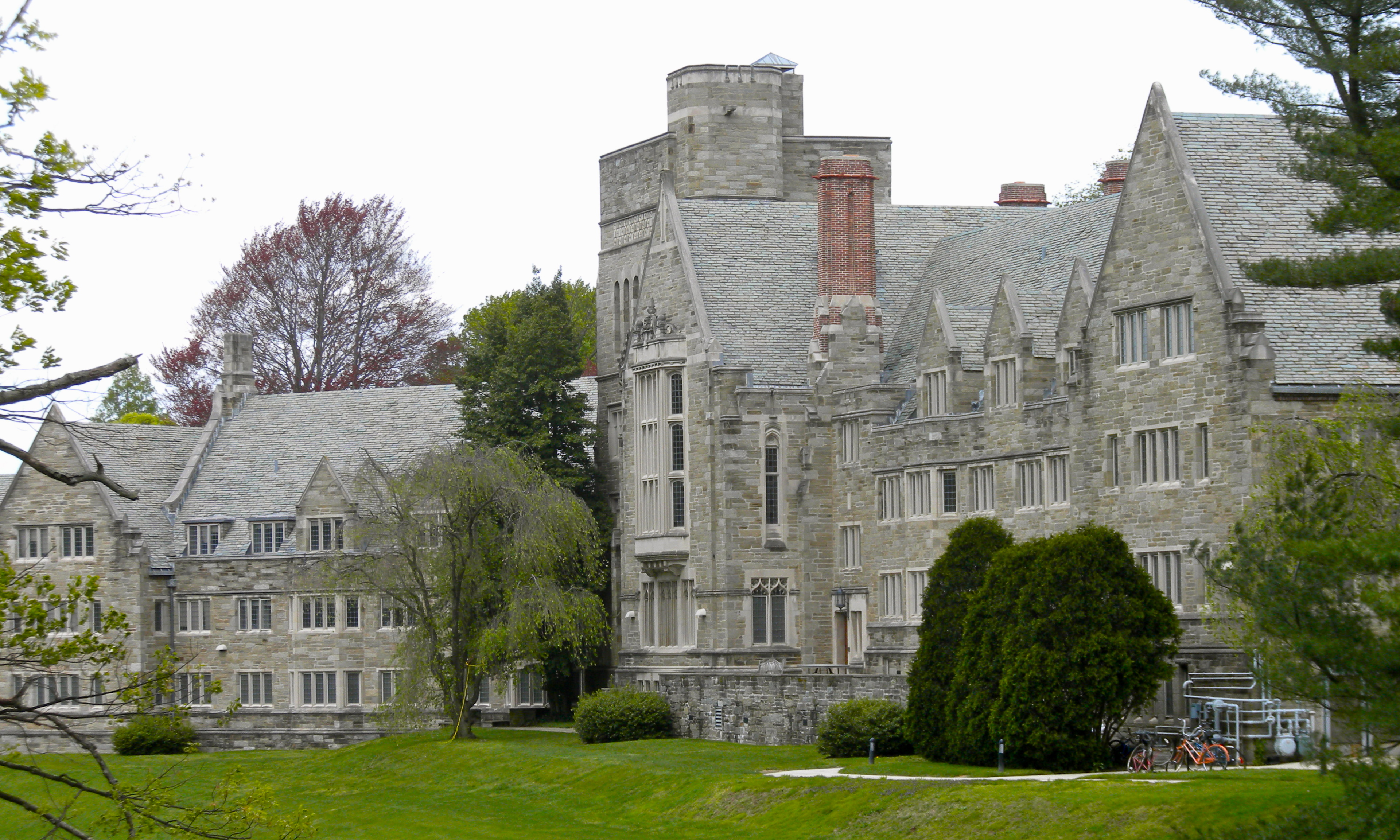
Rhoads Hall al Bryn Mawr College

El Butlletí U.S. News & World Report va situar el Bryn Mawr College com la 32a millor escola d'arts liberals dels Estats Units en la seva classificació de 2017. El 2018, el lloc de classificació universitària Niche va incloure a Bryn Mawr com la 15 ª universitat més diversa d'Amèrica.

## Història
El Bryn Mawr College es va fundar el 1885 i porta aquest nom per la ciutat de Bryn Mawr, on es localitza el campus. Va ser la primera institució en oferir graus de llicenciatura i doctorats per a dones. El primer curs hi havia 36 estudiants universitàries i vuit estudiants de postgrau. Bryn Mawr en un principi, fins al 1893, va estar afiliada a la Societat Religiosa d'Amics (quakers).
El 1912 el Bryn Mawr College va esdevenir la primera universitat dels Estats Units en oferir doctorats en treball social, a través del Departament d'Economia Social i Recerca Social. L'any 1931 es va començar a acceptar homes com estudiants de postgrau, mentre que els estudis de grau es van mantenir exclusius per a dones.
Del 1921 al 1938 el campus de Bryn Mawr va ser la seu de l'Escola d'Estiu per a Dones Treballadores a la Indústria, L'escola va ensenyar a les dones treballadores economia política, ciència, i literatura, així com organitzar moltes activitats extracurriculars.
El 3 de juny de 2008 en un article del The New York Times es va parlar del paper que tenien les universitats de dones als Estats Units per tal de promoure aquest tipus d'escoles a l'Orient Mitjà. L'article ressaltava que aquestes universitats han fomentat la formació de dones tant importants com Hillary Rodham Clinton, Emily Dickinson, Diane Sawyer, Katharine Hepburn, Ana Botín i Madeleine Albright. La Degana d'Admissions del Bryn Mawr College comentava "encara preparem un gran nombre de dones científiques […] Estem realment implicades en empoderament de les dones i la seva habilitació per tal d'aconseguir una educació d'alt nivell". L'article també constata la diferència entre les universitats de les dones a l'Orient Mitjà i les universitats americanes, "de llarga trajectòria acadèmica lliberal on les estudiants debaten sobre acció política, identitat de gènere i assumptes com la heteronormativitat".
Durant l'any acadèmic 2010-2011 la universitat va celebrar el seu 125è aniversari. Al setembre de 2010 el Bryn Mawr College va ser la seu d'una conferència internacional sobre aspectes relacionats amb l'accés a l'educació, l'equitat, i la igualtat d'oportunitats a les institucions educatives dels Estats Units i del món. Aquest mateix any es va publicar un llibre commemoratiu on es destacaven els avenços en l'educació de les dones.
Al 9 de febrer del 2015 es va aprovar la recomanació d'estendre la possibilitat d'admisssió a les dones trans, aquelles persones que s'identifiquen com a dones, mentre que els homes trans quedaven exclosos.